# 3. ŽNL Sisačko-moslavačka NS Sisak 2007./08.
Prvenstvo se igralo dvokružno. Prvenstvo je osvojila NK Posavina Prelošćica, ali se nije plasirala u 2. ŽNL Sisačko-moslavačku, te se umjesto nje u viši rang plasirao drugoplasirani NK Zrinski Hrvatska Kostajnica.

## Tablica
| Mj. | Klub                           | Sus. | Pobj. | Nerj. | Por. | GR.   | Bod. |
| --- | ------------------------------ | ---- | ----- | ----- | ---- | ----- | ---- |
| 1.  | NK Posavina Prelošćica         | 18   | 14    | 3     | 1    | 55:12 | 45   |
| 2.  | NK Zrinski Hrvatska Kostajnica | 18   | 12    | 2     | 4    | 54:28 | 38   |
| 3.  | NK Gvozd                       | 18   | 10    | 3     | 5    | 44:37 | 33   |
| 4.  | NK Mladost Bobovac             | 18   | 9     | 2     | 7    | 41:29 | 29   |
| 5.  | NK Mladost Greda               | 18   | 8     | 5     | 5    | 39:37 | 29   |
| 6.  | NK Una-Mladost Hrvatska Dubica | 18   | 8     | 2     | 8    | 40:43 | 26   |
| 7.  | NK Mahovo                      | 18   | 4     | 6     | 8    | 34:30 | 18   |
| 8.  | NK Hajduk Sela                 | 18   | 6     | 0     | 12   | 36:51 | 18   |
| 9.  | ŠNK Sloga Hrastovica           | 18   | 4     | 2     | 12   | 36:44 | 14   |
| 10. | NK Sloga Greda Sunjska ↓1      | 18   | 2     | 1     | 15   | 18:86 | 7    |